# Down Low (Nobody Has to Know)
Singles de R. Kelly
You Remind Me of Something
(novembre 1995) I Can't Sleep Baby (If I)
(juillet 1996)
Down Low (Nobody Has to Know)  est une chanson du chanteur américain R. Kelly en collaboration avec The Isley Brothers, issu du troisième album R. Kelly de l’artiste. Ce titre a été certifié disque de platine aux États-Unis (1 000 000).

## Charts
Aux États-Unis, Down Low a rencontré un certain succès en étant le cinquième titre de l'artiste à être classé n°1  aux charts R&B. Le titre est resté au total 11 semaines dans le Top 10 du Billboard Hot 100.
Au Royaume-Uni, il est resté classé durant sept semaines.
| Classements / Pays (1996) | Meilleure position |
| ------------------------- | ------------------ |
| Billboard Hot 100         | 4                  |
| Top R&B                   | 1 (7 semaines)     |
| UK Singles Chart          | 23                 |
| Nouvelle-Zélande          | 23                 |